# Астереометр
Астереометр (от фр. Astéréomètre) — астрономический инструмент для графического нахождения времени восхождения и захода небесных тел, если известны их склонение и момент прохождения их через меридиан(или прямое восхождение).
В записках Парижской академии Э. Жора (фр. Edme Sébastien Jeaurat) дал описание изобретённого им инструмента. Он представляет собой подвижный круг, разделенный на 24 часа и минуты, обращается около своего центра; подвижная линейка между двумя кулисами движется параллельно самой себе таким образом, что отсекает на окружности круга дугу, равную долготе дня.
Кулисы, между которыми движется линейка, разделены посредством таблицы полудневных дуг на градусы склонения, так что линейка, поставленная на склонение, отсекает на круге дневную дугу; тогда подводят инструмент под час, означающий прохождение светила через меридиан, — и линейка покажет на одной стороне круга восхождение, а на другой захождение светила.